# Otto Karl Niemeyer
Otto Karl Niemeyer (* 21. Mai 1891; † nach 1971) war ein deutscher Verwaltungsbeamter.

## Leben
Otto Karl Niemeyer studierte Rechtswissenschaften an der Ruprecht-Karls-Universität Heidelberg. 1910 wurde er Mitglied des Corps Vandalia Heidelberg. Nach Abschluss des Studiums und dem Ersten Weltkrieg trat er in den preußischen Staatsdienst ein. 1920 legte er das Regierungsassessor-Examen bei der Regierung in Hannover ab. 1933 wurde er Landrat des Landkreises Grafschaft Bentheim. 1935 wurde er in den einstweiligen Ruhestand versetzt und zur Regierung in Stettin überwiesen. Von 1936 bis 1945 war er Landrat des Landkreises Schwerin (Warthe). Als Landrat a. D. lebte er zuletzt in Northeim.